# Дюпри, Корнелиус
Корнелиус Дюпри-младший (р. 22 сентября 1959) — гражданин США, признанный невиновным после проведённых 30 лет в тюрьме. В 1980 г. суд приговорил его к 75 годам заключения за ограбление и изнасилование, совершённые в 1979 г., и только в июле 2010 г., после проведения ДНК-тестов, была доказана его невиновность и он был освобождён.

## Изнасилование и ограбление
Дюпри был арестован по обвинению в ограблении и изнасиловании 26-летней женщины в Далласе (Техас) в 1979 г. Дело об изнасиловании не было рассмотрено судом, но он был признан виновным в ограблении с отягчающими обстоятельствами и приговорён к 75 годам лишения свободы. Его три апелляции были отклонены Апелляционным судом по уголовным делам.